# Uroxys epipleurale
Uroxys epipleurale är en skalbaggsart som beskrevs av Antoine Boucomont 1928. Uroxys epipleurale ingår i släktet Uroxys och familjen bladhorningar. Inga underarter finns listade i Catalogue of Life.